# Валморана (Комо)
Валморана је насеље у Италији у округу Комо, региону Ломбардија.
Према процени из 2011. у насељу је живело 29 становника. Насеље се налази на надморској висини од 318 м.